# Agapornis de Lilian
L'agapornis de Lilian o inseparable de Lilian (Agapornis lilianae) és un petit lloro, per tant un ocell de la família dels psitàcids que habita zones amb arbres, sovint de ribera, al sud de Tanzània, Malawi, est de Zàmbia, nord de Zimbàbue i nord-oest de Moçambic.

## Descripció
De color general verd amb anells oculars blancs. Té una llargària d'uns 13 cm. Front, cara i part anterior del coll i superior del pit de color taronja.